# Villanueva de la Reina
Villanueva de la Reina er en by og kommune i det sydlige Spanien i provinsen Jaén. Den har et indbyggertal på 2.948 (2024) indbyggere.